# Ancillista cingulata
Ancillista cingulata is een slakkensoort uit de familie van de Olividae. De wetenschappelijke naam van de soort is voor het eerst geldig gepubliceerd in 1830 door G. B. Sowerby I.